# Ron Pearson
Ronald "Ron" Samuel Pearson (Bellevue, Washington, 14 de septiembre de 1965) es un actor, cómico y malabarista de récord mundial estadounidense.

## Trayectoria
Empezó su carrera como monologuista en clubs nocturnos, como telonero en varios shows. Eventualmente se convirtió en actor y apareció como estrella invitada en las sitcoms Mama's Family, They Came from Outer Space y Brother's Keeper así como interpretando pequeños papeles en las películas Midnight Cabaret y Lena’s Holiday. También presentó el concurso infantil Skedaddle durante seis semanas en 1988, convirtiéndose en uno de los maestros de ceremonias más jóvenes en la historia del concurso. Entre 1996-1998, presentó el concurso Shopping Spree, creado por Jay Wolpert en The Family Channel.
En 1998, Pearson fue elegido como elenco para el sitcom Malcolm and Eddie, como el barman Doug Brickous, un papel que sostuvo hasta su cancelación en el 2000.  Desde entonces, ha tenido papeles recurrentes en The Norm Show, Nikki, The Drew Carey Show, Eve, That 70s Show y más recientemente en George Lopez. Entre las sitcoms, Pearson también ha aparecido en las películas Little Black Book y The Incredible Burt Wonderstone y apareció en el programa de Dennis Miller, Rules of Engagement, la serie original de GSN National Lampoon's Funny Money y varias apariciones en the Late Late Show with Craig Ferguson en la CBS. También presentó "Casino", un piloto de GSN en 2002 que fue vendido seis años después como Catch 21, sin la participación de Pearson. 
En septiembre de 2008, Pearson apareció en el DVD The Apostles of Comedy, en el cual también aparecían los actores/cómicos Brad Stine, Jeff Allen y Anthony Griffith. Debido a su éxito, estos cuatro cómicos han estado de gira por el país como The Apostles of Comedy desde 2008. 
En 2010, Pearson protagonizó la película original de Disney Channel Starstruck. Tres años después, apareció en el DVD The Apostles of Comedy: Onwards and Upwards en el cual también aparecen Jeff Allen y Keith Alberstadt, nativo de Nashville, Tennessee.

## Vida personal
Pearson es un cristiano renacido. En uno de sus monólogos, hizo una alabanza/acto de adoración en The Lord Reigns. Pearson está casado con Tanya y tienen dos hijos, Regan y Tex. Viven en Los Ángeles, California.